# Joseph Louis Gay-Lussac
Joseph Louis Gay-Lussac (Saint-Leonard-de-Noblat, 6. prosinca 1778. – Pariz, 9. svibnja 1850.), francuski fizičar i kemičar. Asistent C. Bertholleta; od 1809. profesor kemije na Politehničkoj školi u Parizu; od 1808. do 1832. profesor fizike na Sorbonnei, od 1832. profesor opće kemije na Jardin des Plantes. Proslavio se već u 24. godini radom Istraživanja o širenju plinova i para (fr. Recherches sur la dilatation des gaz et des vapeurs, 1802.), kojim je proširio zapažanja J. Charlesa (Charlesov zakon) o toplinskom rastezanju plinova (Gay-Lussacov zakon). Godine 1804. dizao se balonom do 7 000 metara proučavajući sastav zraka i promjene Zemaljskoga magnetizma. Zajedno s A. von Humboldtom 1805. postavio zakon o volumnim proporcijama kod reakcija među plinovima. S Louis Jacques Thénardom 1808. izdvojio natrij i kalij i upotrijebio ih za redukciju borne kiseline u bor (1809.). Istraživao vrenje ili fermentaciju (1810.) i jod (1814.), otkrio dicijan i cijanovodičnu kiselinu (1815.). Usavršio je postupke čišćenja kovina, a 1835. uveo u postrojenja za proizvodnju sumporne kiseline, toranj za (Gay-Lussacov toranj) ponovno iskorištavanje dušikovih oksida. Njegovo ime nalazi se na listi 72 znanstvenika ugraviranih na Eifellovom tornju.

## Gay-Lussacov zakon
Gay-Lussacov zakon je otkrio Joseph Louis Gay-Lussac 1809. On je tvrdio da je tlak u nekom spremniku, koji ima konstantan obujam, direktno razmjeran (proporcionalan) s apsolutnom temperaturom (u Kelvinima). Povećanjem temperature, molekule plina postaju sve brže i snažnije udaraju na stijenke spremnika. Matematički se taj zakon može opisati kao:
{\displaystyle P=k_{3}\cdot T\,}
gdje je: T - apsolutna temperatura (K), P – tlak plina (Pa) i k3 – konstanta.